# Elitserien i speedway 2002
Elitserien i speedway 2002

## Sluttabell 2002
1. Rospiggarna, Hallstavik, 30 poäng
2. Kaparna, Göteborg, 24
3. Masarna, Avesta, 22
4. Västervik Speedway, Västervik, 22
5. Valsarna, Hagfors, 18
6. Indianerna, Kumla, 18
7. Dackarna, Målilla, 16
8. Vargarna, Norrköping, 16
9. Smederna, Eskilstuna, 10
10. Örnarna, Mariestad, 4

## Svenska mästare 2002
- Rospiggarna